# ナポレオン・ソロ
『ナポレオン・ソロ』は、清水玲子による日本の漫画作品。1986年に、白泉社の『LaLa』1月号にて読み切り掲載された。

## あらすじ
舞台は23世紀。ヒューマノイドが普通に存在している時代に、男型ヒューマノイドの「カイ」も女性のために存在していた。一方、卵形の珍しいロボット「ナポレオン」は、その姿によって子供たちの人気者だった。ナポレオンのロボットたる機能は、外見重視のカイのコンプレックスを刺激するのに十分だった。人間らしさを主張するカイと、機能性を主張するナポレオンの意見は食い違うばかり。そんなナポレオンは、幼い頃から見守り続けた主人「チュール」との結婚を信じていたが、チュールは人間の男と婚約していた。

## 用語
ヒューマノイド
人間型のロボット。アンドロイド。
セクサイド
カイのように性別のあるロボット。セクサロイド。人間の相手を担当することを目的に作られているため、外見を重視されている。
転生
一度壊され、まったく別の形になって甦ること。同作者の『ジャック&エレナシリーズ』に登場する「再生」は、そのままの形で復活することであり「転生」とはまったく異なる。

## 登場人物
カイ
見た目重視の男型セクサイド。その外見に惚れ込み、自殺するほど貢ぎ込んだ女主人もいた。ナポレオンと出会ったときにロボット流の戦いを行なうが、ロボットとしての能力は高くないため、見た目しか売りがないというコンプレックスを刺激されただけで惨敗して終わる。その後、チュールの家で出会ったナポレオンに結婚話を聞くが、ナポレオンの盲目的な片思いであることを知る。ナポレオンの考え方に触れるうちに、彼の外見や考え方を受け入れていくようになり、ヒューマノイドへ転生させようとしたチュールの結婚式を台無しにしようとした。
ナポレオン・ル・ボン
卵のような形をしたロボット。ずば抜けた記憶力やワープ機能を持つ。変わりゆく世界に身を置く人間の安定した存在であるため、変わらないロボットが存在すべきという考えを持っている。ヒューマノイドへの転生を薦められたときに思わず告白してしまい、チュールに気味悪がられてしまう。
チュール
20歳。ナポレオンの主人で、人間の男と婚約。5歳のときにナポレオンに告白したが、すっかり忘れている。式を前にカイに迫るなど、ナポレオンのイメージとはかけ離れている。ナポレオンの見た目を気にして、式までにヒューマノイドへ転生しようとした。式の準備はもちろん、生活のすべてを任せっきりなので、ナポレオン無しでは生活に支障が出る。

## 収録本
- コミックス版『もうひとつの神話』（1986年2月発行、ISBN 9784592117759）
  - もうひとつの神話
  - ナポレオン・ソロ（本項）
  - お伽噺のユダ
  - 100万ポンドの愛
- 文庫版『天使たちの進化論』（2001年3月20日発行、ISBN 9784592887065）
  - 天使たちの進化論
  - 千の夜
  - 月下美人
  - もうひとつの神話
  - ナポレオン・ソロ（本項）
  - 天女来襲
  - ネオ・ドーベルマン